# Nāḩiyat Shaykh al Ḩadīd
Nāḩiyat Shaykh al Ḩadīd (arabiska: ناحية شيخ الحديد) är ett subdistrikt i Syrien.   Det ligger i provinsen Aleppo, i den nordvästra delen av landet, 300 km norr om huvudstaden Damaskus.
Trakten runt Nāḩiyat Shaykh al Ḩadīd består till största delen av jordbruksmark. Runt Nāḩiyat Shaykh al Ḩadīd är det ganska tätbefolkat, med 86 invånare per kvadratkilometer.